# 四碘化钍
四碘化钍是一种无机化合物，化学式为ThI4。由金属钍与碘蒸气直接化合制得，易水解成碱式碘化钍（ThOI2），用电热丝分解可获得高纯钍。